# Giusep Nay
Giusep Nay (* 9. August 1942 in Trun, Graubünden) ist ein Schweizer Jurist. Er war von 1989 bis 2006 Richter am Schweizerischen Bundesgericht und von 2005 bis 2006 der erste Bundesgerichtspräsident romanischer Sprache.

## Werdegang und Persönliches
Giusep Nay ist Bürger von Trun, wo er die Primarschule besuchte. Nach dem Gymnasium an der Klosterschule in Disentis und seiner Ausbildung zum Doktor der Rechte an den Universitäten Freiburg und Zürich war Giusep Nay zunächst von 1970 bis 1975 als Gerichtsschreiber am Kantonsgericht Graubünden tätig, eröffnete dann 1975 ein eigenes Anwaltsbüro in Chur und war nebenamtlich bis 1984 Sekretär der Katholischen Landeskirche Graubünden, bis 1980 Bezirksrichter am Bezirksgericht Plessur, von 1981 bis 1984 Bündner Kantonsrichter und von 1984 bis 1988 Ersatzrichter am Bundesgericht.

## Bundesrichter
1988 wurde Giusep Nay von der Christlichdemokratischen Volkspartei für das Bundesrichteramt vorgeschlagen, das er von 1989 bis 2006 innehatte.
Von den (per dato 2006) 196 Bundesrichterinnen und Bundesrichtern war Giusep Nay der zweite Rätoromane im Palais de Mon Repos. Der erste, Andrea Bezzola, amtierte von 1892 bis 1896. Giusep Nay war der erste rätoromanische Bundesgerichtspräsident und verfasste den ersten Entscheid auf Rumantsch Grischun, nachdem das Rätoromanisch Teilamtssprache des Bundes geworden war. Er gehörte bis 1996 dem damaligen Kassationshof für Strafsachen an, nachher der I. öffentlich-rechtlichen Abteilung.
Nay wurde am 15. Dezember 2004 zum Bundesgerichtspräsidenten gewählt. Als Bundesgerichtspräsident musste sich Giusep Nay auch mit der Fusion des Eidgenössischen Versicherungsgerichts in Luzern mit dem Bundesgericht in Lausanne, der entsprechenden Reorganisation des Bundesgerichts und mit dem damit verbundenen Abbau der Richterstellen von 41 auf 38 Bundesrichterinnen und -richter beschäftigen.
In seinem Präsidialamt setzte sich Giusep Nay entschlossen für die Eigenständigkeit des Bundesgerichtes ein und war darum besorgt, bei Druckausübungen die Unabhängigkeit des Bundesgerichtes zu wahren. Im Zusammenhang mit dem umstrittenen Entscheid des Bundesgerichts, wonach nicht begründete Volksentscheide über die Einbürgerung von Ausländern verfassungswidrig sind, erklärte er: «Die Legitimität des Rechtes ist in der Demokratie begründet, aber die Demokratie ist nur legitim, wenn sie im Recht begründet ist.»
Im Mai 2006 erklärte Nay seinen Rücktritt vom Bundesgericht auf das Ende des Jahres. Zusammen mit Giorgio Malinverni und Lili Nabholz wurde er vom Bundesrat als Nachfolger von Luzius Wildhaber als Schweizer Richter am Europäischen Gerichtshof für Menschenrechte auf der vorgeschriebenen Dreierliste vorgeschlagen. Gewählt wurde Giorgio Malinverni. Nay wurde als Ad-hoc-Richter am EGMR in Strassburg ernannt.
Von 2013 bis 2016 wirkte Nay in einem Advisory Panel of Experts on Freedom of Religion or Belief der OSCE / ODIHR in Warschau mit.

## Wissenschaftliche Tätigkeit
Wissenschaftlich ist Nay vor allem im Strafrecht und im Verfassungsrecht – in den Bereichen der Sprachenfreiheit und des Verhältnisses zwischen Staat und Kirche – tätig. Er war auch Redaktor der Zeitschrift für Gesetzgebung und Rechtsprechung in Graubünden, war Mitglied des Hochschulrates der Universität Freiburg und der Fachgruppe «Reform im Strafwesen» der Caritas Schweiz.
Giusep Nay hat eine Vielzahl von Publikationen verfasst, so unter anderem seine Doktorarbeit «Das Jugendstrafverfahren im bündnerischen Recht».

## Politische Tätigkeit
Giusep Nay ist Mitglied im 23-köpfigen Initiativkomitee der Konzernverantwortungsinitiative. Die Volksinitiative forderte, dass Konzerne mit Sitz in der Schweiz die Menschenrechte und internationale Umweltstandards respektieren.

## Auszeichnungen
- 2009: Herbert-Haag-Preis
- 2011: Dr. theol. h.c.  der Universität Luzern